# Успенский, Валерий Всеволодович
Валерий Всеволодович Успенский (20 января 1939 — 17 сентября 2019) — советский и российский хоровой дирижёр, с 1982 года заведующий кафедрой хорового дирижирования Санкт-Петербургской Консерватории.
Народный артист Российской Федерации (2008).

## Биография
Окончил Хоровое училище имени М. И. Глинки (1956), Ленинградскую консерваторию (1960).
В 1960—1972 годах главный хормейстер Театра оперы и балета в городе Улан-Удэ.
В 1975—1980 годах был художественным руководителем и главным дирижёром Академического хора г. Хабаровска.
Под руководством В. В. Успенского хор студентов Консерватории успешно гастролировал за рубежом (Германия, Италия, Польша, Финляндия).
Также преподавал дирижирование в родном Хоровом училище.
Скончался 17 сентября 2019 года в возрасте 80 лет.